# Subway Surface Line
La Subway Surface Line est une ligne de pré-métro qui se trouve dans le centre de Philadelphie et qui est utilisée par cinq lignes de tramway qui desservent les quartiers ouest de la ville.
Elle peut être comparée à la Ligne verte du métro de Boston ou au Muni Metro de San Francisco mais contrairement à ces derniers qui sont exploitées par des véhicules articulés LRT, Philadelphie utilise des véhicules plus proches en taille aux classiques tramways PCC.
Le tunnel entre la 13th Street et la 22nd Street fut construit en 1907 et réadapté au format des tramways lors de la réinauguration de l’ensemble du tunnel allongé vers la 37th Street en 1955.

## Historique
Les lignes qui composent la Subway Surface Line sont des vestiges du système de tramway beaucoup plus vaste qui s’est développé à Philadelphie majoritairement après l'arrivée des chariots électriques en 1892. Plusieurs dizaines de sociétés de traction ont été regroupées en 1906 dans la Philadelphia Rapid Transit Company. 
La Philadelphia Rapid Transit dota le réseau de nouveaux véhicules afin de conserver un attrait pour les passagers face à l’ouverture de la Market-Frankford Line en 1907. 
Face aux difficultés économiques et à la désaffection du public pour les tramways, la compagnie fut déclarée en faillite en 1939 avant qu'une partie de ses actifs ne soit repris par la Philadelphia Transport Company qui deviendra en 1968 la SEPTA. 
En 1955, les lignes de tramway furent déviées dans le nouveau tunnel sous Market Street avec la Market-Frankford Line. Les rails présents dans les rues furent démantelés mais il reste aujourd’hui toujours des traces d’anciennes voies visibles dans le centre de Philadelphie.
Plusieurs lignes qui n'appartenaient pas à la Subway Surface Line ont été désactivées dans les années 1970 et 1990 à la suite d'une baisse de leur fréquentation et de couts d'entretien trop élevés. Par exemple la ligne 15 fut convertie en ligne de bus en 1992 à cause du coût très élevé de rénovation des véhicules PCC. Sous la pression des Philadelphiens, la SEPTA réactiva en 2006 l'ancienne ligne 15 qui ne roule qu'avec de vieux tramways sur base du modèle de la ligne F de la San Francisco Municipal Railway ouverte en 1983 et à laquelle la ville de Philadelphie avait d'ailleurs fait don de nombreux tramways. 

## Itinéraires

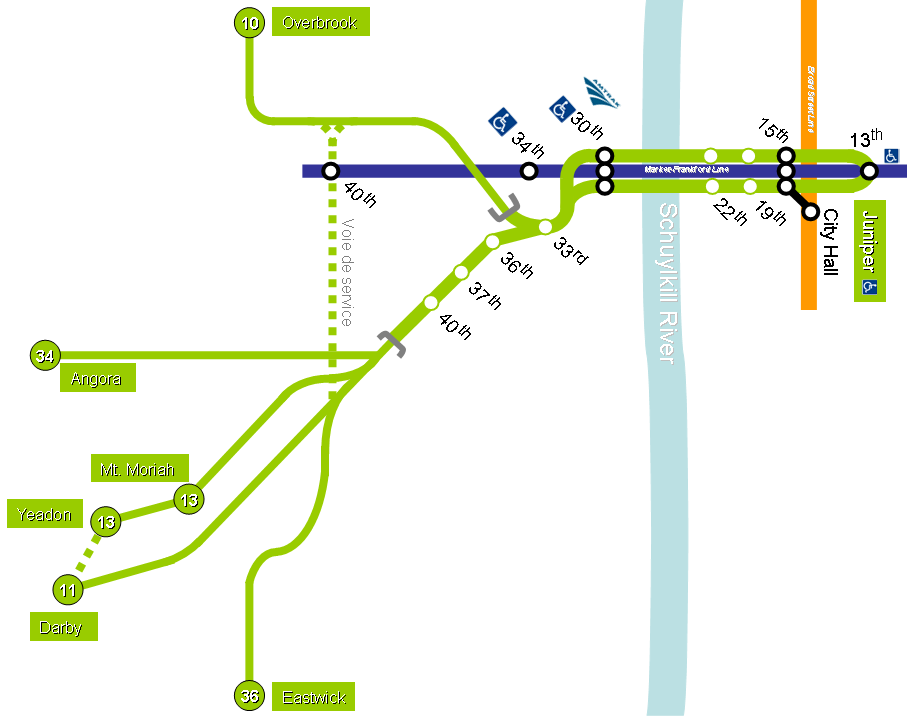
plan des lignes

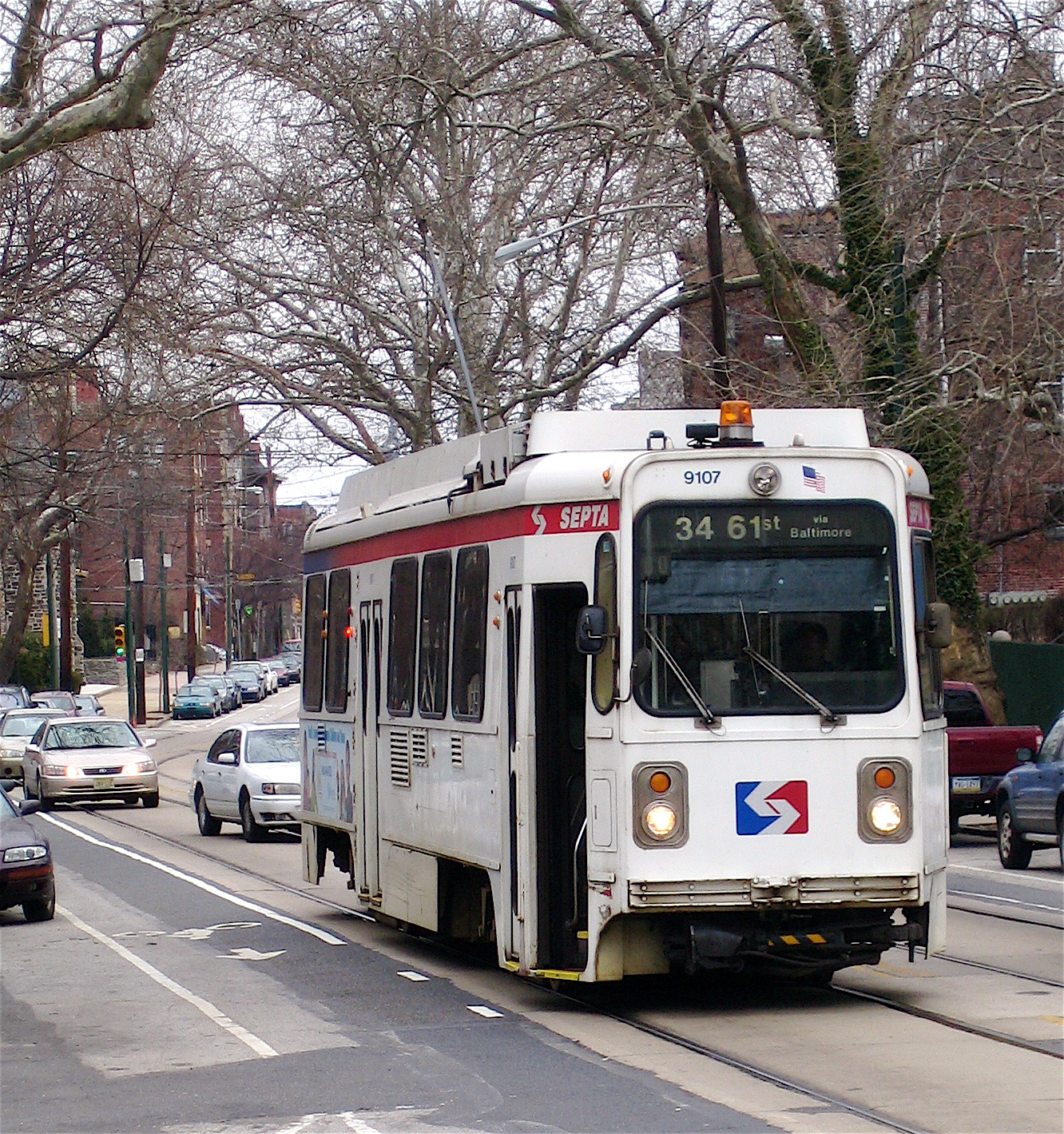
Rame Kawasaki

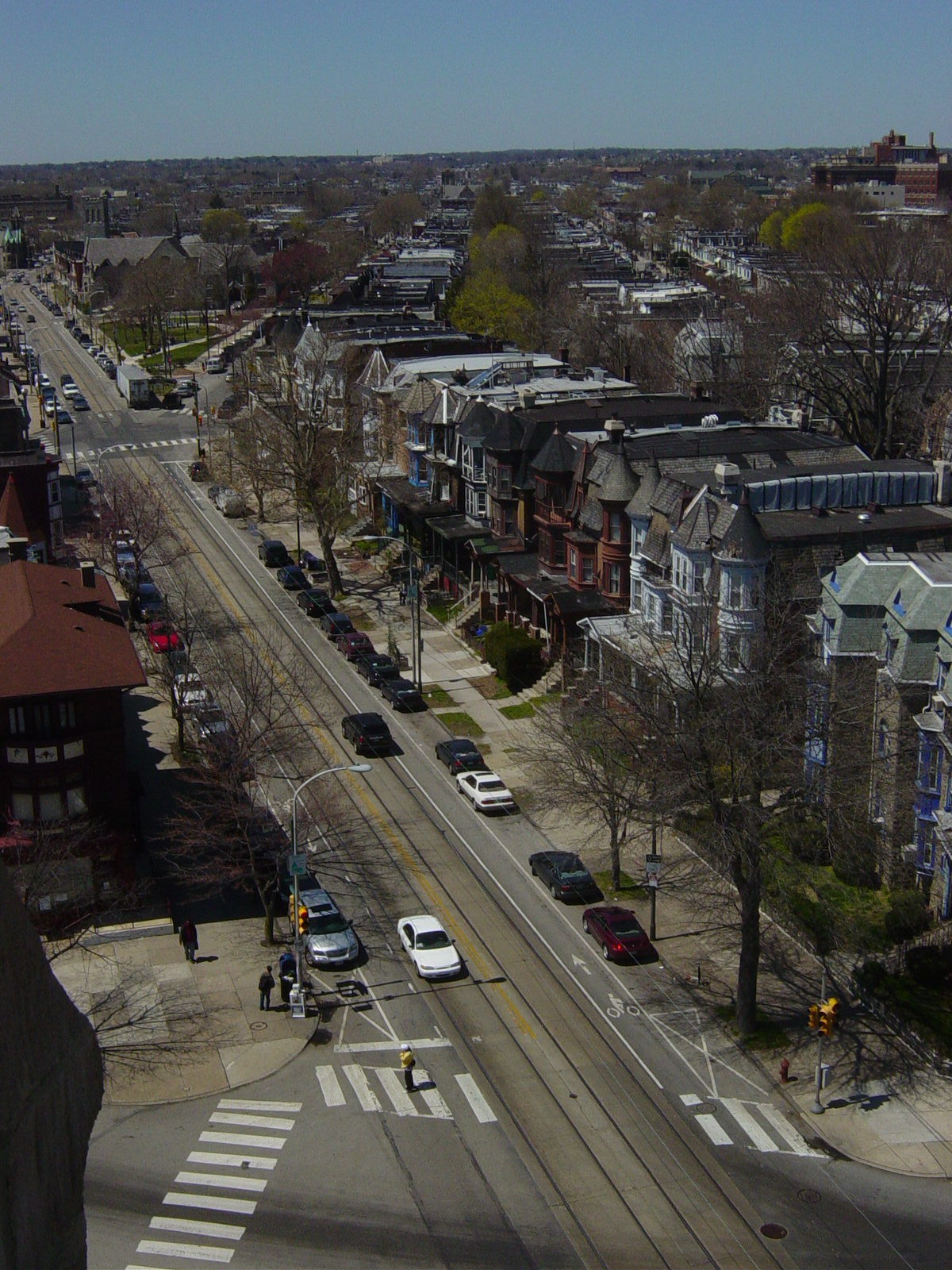
Voies des Tramways sur Baltimore Avenue

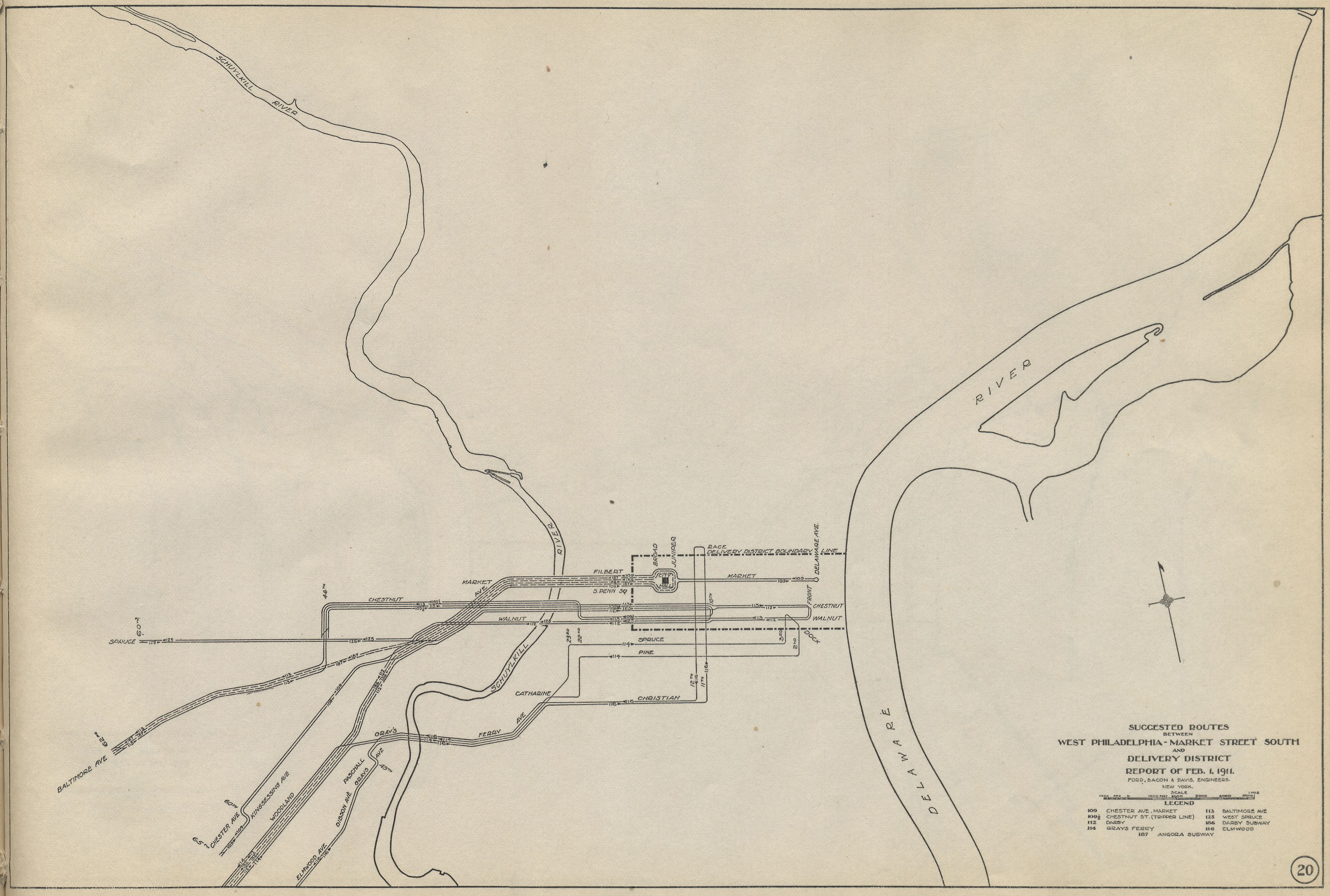
plan des voies de tramway en 1911

À partir de leur extrémité est dans le centre-ville de Philadelphie à hauteur de 13th Street / Juniper, les lignes roulent dans un tunnel sous Market Street où elles marquent un arrêt dans les stations 15th Street, 19th Street, 22nd Street, 30th Street, 33rd Street, 36th Street et 37th Street, soit huit stations. 
De 15th Street à 30th Street, les voies de Tramway se trouvent sur le côté extérieur du tunnel qui accueille en son centre les rames de la Market-Frankford Line qui ne marquent un arrêt qu’aux stations Juniper/13th, 15th Street, et 30th Street ou le transfert entre les lignes peut s’opérer gratuitement. Une correspondance est également possible avec la Broad Street Line à la station 15th Street et avec les trains régionaux de la SEPTA ou les trains Amtrak à la 30th Street Station.
La ligne 10 se sépare des autres à hauteur du pertuis de 36th Street et continue vers l’ouest et le quartier de Overbrook tandis que les quatre autres lignes continuent dans le tunnel et desservent les stations 36th Street (au croisement de Sansom Street), 37th Street (au croisement de Spruce Street) et 40th Street (qui est la seule station à se trouver dans une tranchée ouverte) avant de ressortir en surface sur Baltimore Boulevard. 
Lors de travaux d'entretien ou de rénovation des voies dans le tunnel (qui sont souvent organisés le dimanche), les rames sont déviées par des voies de service sur 42nd Street afin de permettre aux passagers d'utiliser une correspondance (gratuite ces jours là) avec la Market-Frankford Line à hauteur de 40th Street. 
Toutes les stations à l'exception du Juniper/13th Street et de 15th Street ont carrelage marron. Juniper/13th Street a des carreaux gris et vert tandis que 15th street à un plancher de béton. La limite d’embarquement des quais des stations est délimitée par des carrelages en mosaïque jaune et rouge.Globalement, les cinq lignes de tramways roulent du centre-ville et de la boucle de Juniper Street sous le  City Hall jusqu'aux quartiers ouest de Philadelphie. L'absence de lignes de métro dans les quartiers de West Philadelphia et l'aspect convivial et calme des quartiers qu'elles traversent ont maintenu l'intérêt des Philadelphiens pour ces lignes.
Aujourd’hui seules deux stations (Juniper/13th street et 30th Street Station) sont accessibles aux personnes à mobilité réduite. Les rames ne permettent pas l’accès aux personnes à mobilité réduite.

### La ligne 10
La ligne 10 est longue de 18,7 km, elle roule de Juniper vers l’ouest de Philadelphie après la station 33rd Street via 36th Street avant de tourner au nord-ouest sur Lancaster Avenue. Elle traverse Girard Avenue et la route du patrimoine (ligne 15), et atteint alors Lansdowne Avenue qu’elle emprunte jusqu’à 52nd Street ou elle tourne à nouveau vers l’ouest jusque 63rd Street et la boucle de Malvern qui lui permet de faire demi-tour dans le quartier de Overbrook.

### La ligne 11
La ligne 11 (vestige de 1858 de la West Philadelphia Passenger Railway Company) roule sur 21 kilomètres à partir de Juniper Street. Elle roule dans les neuf stations de la Subway Surface Line et sort du tunnel à hauteur de 40th Street sur  Baltimore Avenue et se dirige au sud-ouest sur Woodland avenue en compagnie de la ligne 36. Les deux lignes se séparent à hauteur de 49th street, la ligne 11 continue sur Woodland avenue, c’est la ligne la plus droite du réseau à la sortie de la Subway Surface Line.
La ligne est parallèle à la ligne de Wilmington / Newark et traverse sur  un pont la ligne de marchandise de Philadelphie CSX à 60th Street.
À l’angle de Elmwood street où se trouve un dépôt, la ligne continue vers l’ouest jusqu'à 9th Street jusqu’au Darby Transportation Center où certaines extensions de service de la ligne 13 s’arrêtent également.

### La ligne 13
La ligne 13, longue de 18 kilomètres, émerge du tunnel de la Subway Surface Line via le pertuis de 40th Street en provenance de Juniper. Après un court tronçon sur Baltimore Avenue, elle bifurque sur Chester Avenue. Elle continue vers l’ouest de la ville jusqu’au cimetière de Mount Morriah où se trouve une boucle de demi-tour. Certaines rames s’y arrêtent en heure de pointe tandis que les autres empruntent une chicane entre  Kingsessing Avenue et 65th Street où la ligne retrouve Chester Avenue jusqu’à son terminus de Yeadon.
Lors de certaines occasions la ligne peut être prolongée jusqu’au Darby Transportation Center via des voies de service sur 9th Street vers le sud et 10th Street vers le nord à partir de Cedar Avenue.
Vu qu’il s’agit du terminus de la ligne 11 également, la ligne n’y est prolongée qu’en heure de pointe ou en cas de service limité sur les voies de la ligne 11.

### La ligne 34
La ligne 34 (ancienne Angora Line) roule sur 16,3 kilomètres de Juniper dans le centre-ville jusqu'à la boucle de Angora à 61st Sreet dans le quartier de West Philadelphia.
Son itinéraire n’a plus évolué depuis 1911 et c’est la plus courte des cinq lignes mais aussi c’est la plus fréquentée.

### La ligne 36
La ligne 36 (ancienne Elmwood Line) roule de Juniper street à 40th Street dans la Subway Surface Line et continue son tracé vers le sud. Elle mesure 26,1 km, c’est la plus longue des cinq lignes. Elle roule sur Woodland Avenue et bifurque sur 49th street jusque Lindbergh Boulevard en longeant le Bartram Botanical Garden, le plus ancien jardin botanique en Amérique du Nord.
À l'est de 56th street, elle tourne sur Elmwood Avenue jusque Island Road à proximité du Penrose Plaza Shopping Center (centre commercial huppé de Philadelphie) où elle offre une correspondance avec la ligne 1 du réseau ferroviaire régional de la SEPTA vers l’aéroport de Philadelphie à quelques centaines de mètres à pieds. La ligne 36 se termine sur une boucle dans le quartier d’Eastwick.

## Matériel roulant
Le  constructeur japonais Kawasaki livra 141 tramways (112 tramways à trolley et 29 tramways à pantographe plus large) en 1980-1982 en fonction sur la Subway Surface Line. Kawasaki a également livré la dernière génération des rames de la Broad Street Line.  
Les anciens véhicules PCC, qui furent rénovés dans la première moitié des années 80, utilisent un écartement de 1,588 mètre et sont stockées et entretenus majoritairement au dépôt de Callowhill et de Elmwood. Ces véhicules furent retirés du service avant la fin du siècle. 
Les Philadelphiens les surnomment "K-cars" tandis qu'ils apparaissent sous la mention Trolleys sur le réseau de la SEPTA.
En surface, les caténaires utilisés par les rames Kawasaki sont également utilisés pour les trolleybus de la ville.

## Signalisation en tunnel
L'existence de plusieurs lignes passant dans un même tunnel provoquait des perturbations dans le trafic. Si l'intervalle entre les véhicules sur chaque ligne est de trois minutes, cet intervalle devrait tomber à 30 secondes dans le tunnel en heure de pointe. La signalisation latérale fut défaillante et ne parvenait à contrôler le trafic en toute sécurité que pour une capacité maximale de 60 véhicules à l'heure, non sans incidents réguliers. 
C'est pour cette raison que fut conçu dès 1995 un projet de signalisation moderne par communication radio. Les spécifications techniques furent terminées en mai 1998. Fin 1997, c'est le système de la société Adtanz (par la suite acquise par Bombardier) (CityFlo 650) qui est sélectionné. Au début de ce siècle, les études préliminaires furent terminées et les premiers essais véhicules, avec la signalisation dans la cabine de conduite, poursuivis. Le projet prend du retard sur une fin des travaux prévus initialement en 2003.
Le nouveau système de signalisation est installé en 2009-2011 sur la totalité du tunnel et les véhicules Kawasaki. 
SEPTA prévoit l'installation du CBTC sur les lignes de trolley 101/102.

## Biographie
- Williams, Gerry: Trains, trolleys & transit: A guide to Philadelphia area rail transit. Railplace Co, Piscataway, NJ 1998.  (ISBN 978-0962154171)